# Clásica de Almería 2018
La 31e édition de la Clásica de Almería a lieu le 11 février 2018. La course fait partie du calendrier UCI Europe Tour 2018 en catégorie 1.HC.

## Présentation

### Équipes
Classée en catégorie 1.HC de l'UCI Europe Tour, la Clásica de Almería est par conséquent ouverte aux WorldTeams dans la limite de 70 % des équipes participantes, aux équipes continentales professionnelles, aux équipes continentales et aux équipes nationales
Dix-sept équipes participent à cette Clásica de Almería - sept WorldTeams, douze équipes continentales professionnelles et une équipe continentale :
| WorldTeams (7)- Bora-Hansgrohe - Astana - Katusha-Alpecin - Mitchelton-Scott - Quick-Step Floors - Movistar Team - Lotto NL-Jumbo Équipes continentales professionnelles (12)- Cofidis, Solutions Crédits - Sport Vlaanderen-Baloise - Gazprom-RusVelo - Wanty-Groupe Gobert - Vérandas Willems-Crelan - Burgos-BH - CCC Sprandi Polkowice - Roompot-Nederlandse Loterij - Direct Énergie - Caja Rural-Seguros RGA - Rally Cycling - Euskadi Basque Country-Murias Équipe continentale- Fundación Euskadi |
| |

## Classements

### Classement final
| \| Classement général \| Classement général \| Classement général \| Classement général \| Classement général \| \| Coureur \| Coureur \| Pays \| Équipe \| Temps \| \| ------------------ \| ------------------- \| ------------------ \| --------------------------- \| ------------------ \| \| 1er \| Caleb Ewan \| Australie \| Mitchelton-Scott \| 4 h 35 min 28 s \| \| 2e \| Danny van Poppel \| Pays-Bas \| LottoNL-Jumbo \| + 0 s \| \| 3e \| Timothy Dupont \| Belgique \| Wanty-Groupe Gobert \| + 0 s \| \| 4e \| Hugo Hofstetter \| France \| Cofidis, Solutions Crédits \| + 0 s \| \| 5e \| Florian Sénéchal \| France \| Quick-Step Floors \| + 0 s \| \| 6e \| Marko Kump \| Slovénie \| CCC Sprandi Polkowice \| + 0 s \| \| 7e \| Mads Würtz Schmidt \| Danemark \| Katusha-Alpecin \| + 0 s \| \| 8e \| Carlos Barbero \| Espagne \| Movistar Team \| + 0 s \| \| 9e \| Edward Planckaert \| Belgique \| Sport Vlaanderen-Baloise \| + 0 s \| \| 10e \| Jon Aberasturi \| Espagne \| Euskadi-Murias \| + 0 s \| \| 11e \| Thomas Boudat \| France \| Direct Énergie \| + 0 s \| \| 12e \| Michael Schwarzmann \| Allemagne \| Bora-Hansgrohe \| + 0 s \| \| 13e \| Coen Vermeltfoort \| Pays-Bas \| Roompot-Nederlandse Loterij \| + 0 s \| \| 14e \| Lluís Mas \| Espagne \| Caja Rural-Seguros RGA \| + 0 s \| \| 15e \| Hugo Houle \| Canada \| Astana \| + 0 s \| |                     |           |                             |                 |
| |                     |           |                             |                 |
| Source : ProCyclingStats |                     |           |                             |                 |
| Classement général |                     |           |                             |                 |
| Coureur | Coureur             | Pays      | Équipe                      | Temps           |
| 1er | Caleb Ewan          | Australie | Mitchelton-Scott            | 4 h 35 min 28 s |
| 2e | Danny van Poppel    | Pays-Bas  | LottoNL-Jumbo               | + 0 s           |
| 3e | Timothy Dupont      | Belgique  | Wanty-Groupe Gobert         | + 0 s           |
| 4e | Hugo Hofstetter     | France    | Cofidis, Solutions Crédits  | + 0 s           |
| 5e | Florian Sénéchal    | France    | Quick-Step Floors           | + 0 s           |
| 6e | Marko Kump          | Slovénie  | CCC Sprandi Polkowice       | + 0 s           |
| 7e | Mads Würtz Schmidt  | Danemark  | Katusha-Alpecin             | + 0 s           |
| 8e | Carlos Barbero      | Espagne   | Movistar Team               | + 0 s           |
| 9e | Edward Planckaert   | Belgique  | Sport Vlaanderen-Baloise    | + 0 s           |
| 10e | Jon Aberasturi      | Espagne   | Euskadi-Murias              | + 0 s           |
| 11e | Thomas Boudat       | France    | Direct Énergie              | + 0 s           |
| 12e | Michael Schwarzmann | Allemagne | Bora-Hansgrohe              | + 0 s           |
| 13e | Coen Vermeltfoort   | Pays-Bas  | Roompot-Nederlandse Loterij | + 0 s           |
| 14e | Lluís Mas           | Espagne   | Caja Rural-Seguros RGA      | + 0 s           |
| 15e | Hugo Houle          | Canada    | Astana                      | + 0 s           |

### UCI Europe Tour
La course attribue aux coureurs le même nombre de points pour l'UCI Europe Tour 2018 et le Classement mondial UCI.
| Position           | 1er | 2e  | 3e  | 4e  | 5e | 6e | 7e | 8e | 9e | 10e | 11e | 12e | 13e | 14e | 15e | 16e à 30e | 31e à 40e |
| Classement général | 200 | 150 | 125 | 100 | 85 | 70 | 60 | 50 | 40 | 35  | 30  | 25  | 20  | 15  | 10  | 5         | 3         |